# Jabłonowo (województwo lubelskie)
Jabłonowo – wieś w Polsce położona w województwie lubelskim, w powiecie lubelskim, w gminie Wysokie.
W latach 1975–1998 miejscowość administracyjnie należała do województwa zamojskiego.
Według Narodowego Spisu Powszechnego z roku 2011 wieś liczyła 16 mieszkańców.